# Сансев'єрія циліндрична
Сансев'є́рія циліндри́чна (Sansevieria cylindrica) — багаторічна рослина родини холодкових. Сукулент з темно-зеленими довгими циліндричними листками і непоказними квітками, зібраними у китицю. Вид поширений у Південній Африці, зростає у напівпустелях. Належить до кімнатних культур.

## Етимологія
Родова назва рослині надана, за однією версією, на честь італійського вченого Раймондо ді Сангро, князя Сан-Северо, за іншою, на честь П'єтро Антоніо Сансеверіно, в саду якого знайшли одного з представників роду. Видова назва вказує на характерну особливість цього виду — круглі в перерізі листки, що не мають звичної дорсально-вентральної поверхні. Цю морфологічну рису підкреслюють англійські народні назви African spear — «африканський спис» і spear sansevieria — «списова сансев'єрія». В аматорській англомовній літературі також поширена назва cylindrical snake plant — «циліндрична зміїна рослина». Вона вказує окрім форми ще й на забарвлення листків, яке нагадує зміїну луску.

## Опис
Сансев'єрія циліндрична — трав'яниста рослина, яку відносять до груп вічнозелених рослин і сукулентів, тобто таких, які не скидають листя, і таких, що мають пристосування до зростання у посушливих умовах.
Підземні органи представлені коротким кореневищем завтовшки 2,5—3,8 см, від якого відходять короткі, але міцні світло-коричневі корені. На кореневищі інколи зберігаються залишки лусок. Стебло відсутнє. Сидячі листки зібрані в прикореневу розетку, причому стирчать під кутом до землі або вертикально. Молодші листки вкладені у піхви старіших так, що утворюють віяло. Листки завдовжки 120—200 см, завтовшки 2—3 см, довгасто-циліндричної форми, інколи трохи стиснуті з боків, при основі утворюють глибокі жолобчасті піхви, ближче до кінців поступово звужуються, на самому кінці мають невеличку підсохлу колючку завдовжки 4,2—6,4 см; молоді листки прямостоячі, з віком трохи поникають. Вони дуже соковиті, з ледь шорсткою поверхнею, доволі товстою кутикулою, нерівномірного сизо-зеленого або насичено-зеленого кольору зі світлішими і темнішими поперечними смугами.
Квітконос заввишки 50—90 см, поодинокий, тонкий. Він утворюються з апікальної меристеми, тому після цвітіння рослина втрачає здатність утворювати нові листки з цієї точки росту, а продовжує рости за рахунок дочірніх бруньок на кореневищі. Суцвіття — рідка китиця заввишки 38—75 см, кожне кільце якої складають 5—6 непоказних білих або кремово-рожевих запашних квіток. Приквітки завдовжки 4—8,5 мм, ланцетні або овально-ланцетні. Трубка квітки завдовжки 1,7—2,5 см.
Число хромосом 2n = 40.

## Поширення та екологія
Батьківщиною сансев'єрії циліндричної є Південна Африка, де вона зростає на теренах Анголи, Замбії і Зімбабве.
Світло- і теплолюбна рослина (витримує пониження температури до +12 °C), жаро- і посухостійка. Чутлива до надміру вологи, особливо застійної у ґрунті (у культурі її поливають раз на 1—2 тижні влітку і раз на 3—4 тижні взимку). Мешкає у посушливих напівпустельних місцинах у відкритих біотопах, зростає на щебенистих ґрунтах, добре переносить сезонну посуху за рахунок води, накопиченої у соковитих листках.
Розмножується вегетативно і насінням. Вегетативне розмноження в природі відбувається за рахунок поділу кореневищ, у культурі також застосовують живцювання. Живцями слугують частки листків завдовжки до 7 см, які укорінюють у вологому піску.

## Значення
На батьківщині сансев'єрію циліндричну інколи використовують як технічну сировину. З її листя видобувають волокна, з яких тчуть грубі тканини, втім, цьому матеріалу не вистачає гнучкості. У розвинутих країнах цей вид відомий, перш за все, як декоративна рослина, причому вирощують її переважно у кімнатах (у відкритому ґрунті її висаджують у контейнери в краях зі спекотним кліматом). У кімнатному квітникарстві її цінують за оригінальний зовнішній вигляд і невибагливість. Довге листя дорослих особин інколи заплітають у косу, а кінчики фарбують. Відомо декілька сортів з дещо зміненими пропорціями листків, наприклад, 'Boncel', чиї листки нагадують роги бика.

## Таксономія
Перший науковий опис цього виду здійснив Венцеслас Боєр у 1837 році, Вільям Джексон Гукер у 1859 році відніс його до роду сансев'єрія. Пізніше були спроби переглянути систематичне положення сансев'єрії циліндричної, її відносили до родів Acyntha і кордиліна, однак обидва ці систематичних погляди не підтвердились. За відомостями сайту The Plant List для цього таксону існують наступні синоніми:
- Acyntha cylindrica (Bojer ex Hook.) Kuntze
- Cordyline cylindrica (Bojer ex Hook.) Britton
- Sansevieria angolensis Welw. ex Carrière
- Sansevieria cylindrica var. patula N.E.Br.
- Sansevieria livingstoniae Rendle